# Boiska-Kolonia (Mazovie)
Pour les articles homonymes, voir Boiska-Kolonia.
Boiska-Kolonia (prononciation : [ˈbɔiska kɔˈlɔɲa]) est un village polonais de la gmina de Solec nad Wisłą dans le powiat de Lipsko de la voïvodie de Mazovie dans le centre-est de la Pologne.
Il se situe à environ 8 kilomètres au nord de Solec nad Wisłą (siège de la gmina), 9 kilomètres au nord-est de Lipsko (siège du powiat) et à 125 kilomètres au sud-est de Varsovie (capitale de la Pologne).

## Histoire
De 1975 à 1998, le village appartenait administrativement à la voïvodie de Radom.